# Princess (Automarke)
Princess (auch Leyland Princess) war zunächst die Modellbezeichnung mehrerer hochwertiger Limousinen des britischen Automobilherstellers British Motor Corporation (BMC). Unter dessen Nachfolger British Leyland Motor Corporation (BLMC) existierte Princess von 1975 bis 1982 als eigenständige Marke innerhalb des Konzerns.

## Vorgeschichte: Princess als Modellbezeichnung

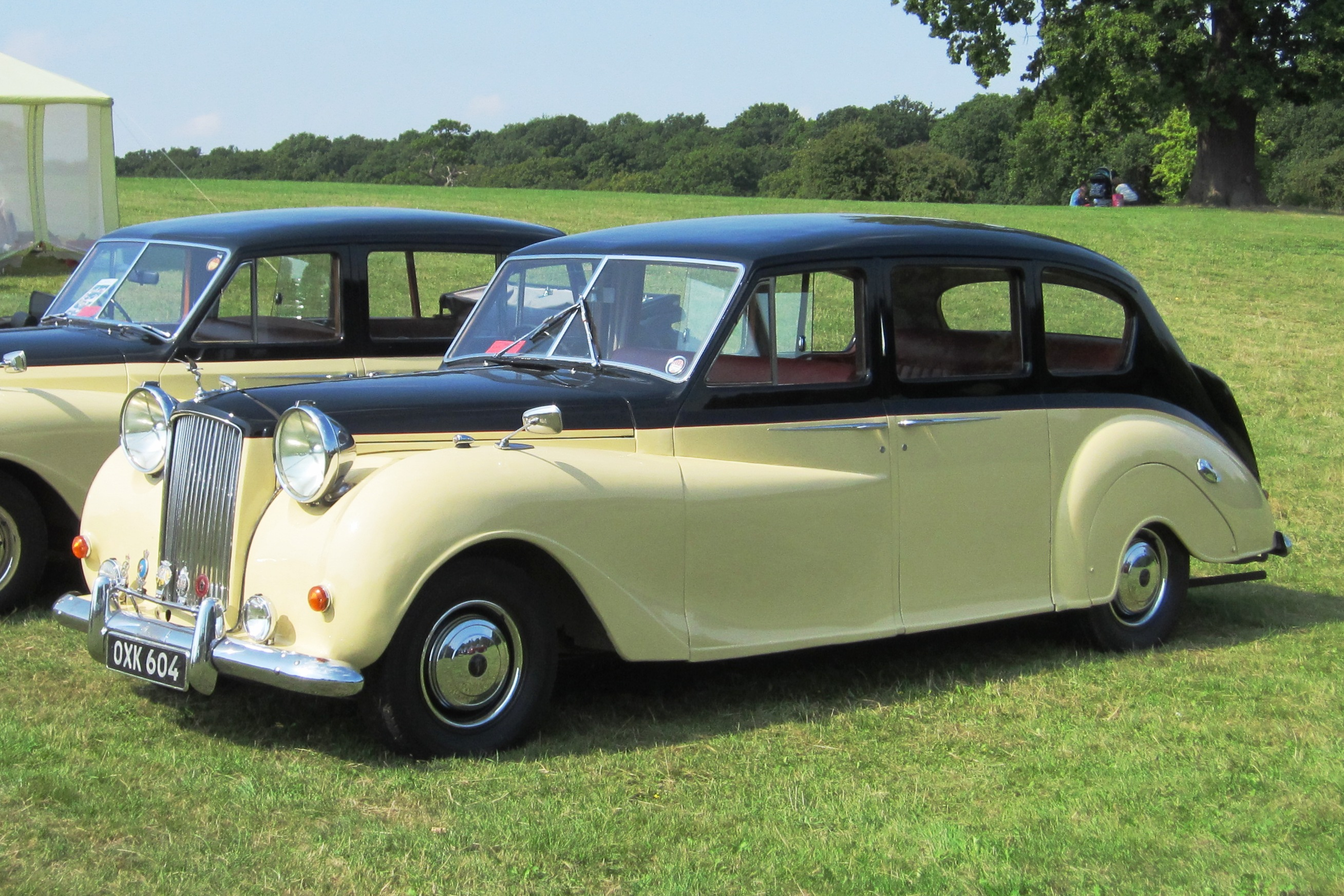
Austin Princess (1954)

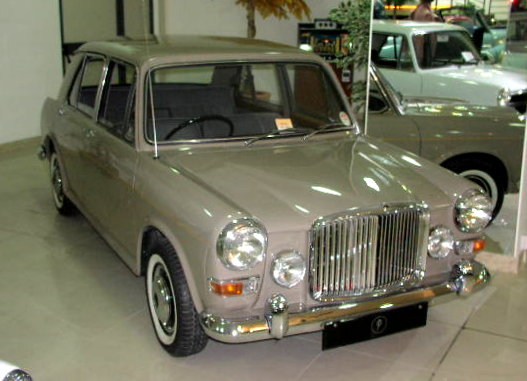
Vanden Plas Princess 1100

Als Zusatz für Fahrzeuge vom Typ Austin A135 tauchte der Name Princess zum ersten Mal 1947 auf. Ein Versuch, den Namen Princess unabhängig von Austin als eigenständige Marke zu etablieren, wurde ab 1957 mit der „Princess IV“, der „Princess 4-litre Limousine“ und der "Princess 3-litre" unternommen. Hierbei handelte es sich um große, traditionelle Repräsentationslimousinen.
1959 machte BMC das bis dahin nur als Karosseriehersteller tätige Unternehmen Vanden Plas zu einem eigenständigen Automobilhersteller und einer eigenen Konzernmarke. Vanden Plas vermarktete daraufhin die Repräsentationslimousine A135, die es bereits seit Jahren in Auftragsarbeit hergestellt hatte, künftig als eigenes Modell unter der Bezeichnung Vanden Plas Princess 4 Litre Limousine. Hinzu kam das kleinere Modell Vanden Plas Princess 3 Litre, das 1964 zum Vanden Plas Princess 4 Litre R weiterentwickelt wurde. Beides waren hochpreisige Fahrzeuge, die zwar technisch mit verschiedenen Modellen des BMC-Konzerns verwandt waren, aber eine hochwertige Ausstattung, teilweise ein individuelles Design und eine eigenständige Motorisierung hatten. So war der Princess 4 Litre R mit einem Sechszylindermotor ausgestattet, den Rolls-Royce für den Prototyp Rangoon entwickelt hatte. Nachdem der Vanden-Plas-Mutterkonzern BMC im Herbst 1966 den Oberklassehersteller Jaguar übernommen hatte, wurde die Produktion eigenständiger Vanden-Plas-Modelle eingestellt.
Weiterhin verkauft wurde der Vanden Plas Princess 1100; hierbei handelte es sich allerdings nicht um ein eigenständiges Modell, sondern lediglich um eine im Wege des Badge Engineering modifizierte Variante des Kleinwagens BMC ADO16. Mit dessen Produktionseinstellung 1974 entfiel der Name Princess vorübergehend. Zwar bot British Leyland auch vom Austin Allegro, dem Nachfolger des ADO16, eine Vanden-Plas-Version an, sie trug aber nicht den Namen Princess.

## Princess als eigenständige Marke

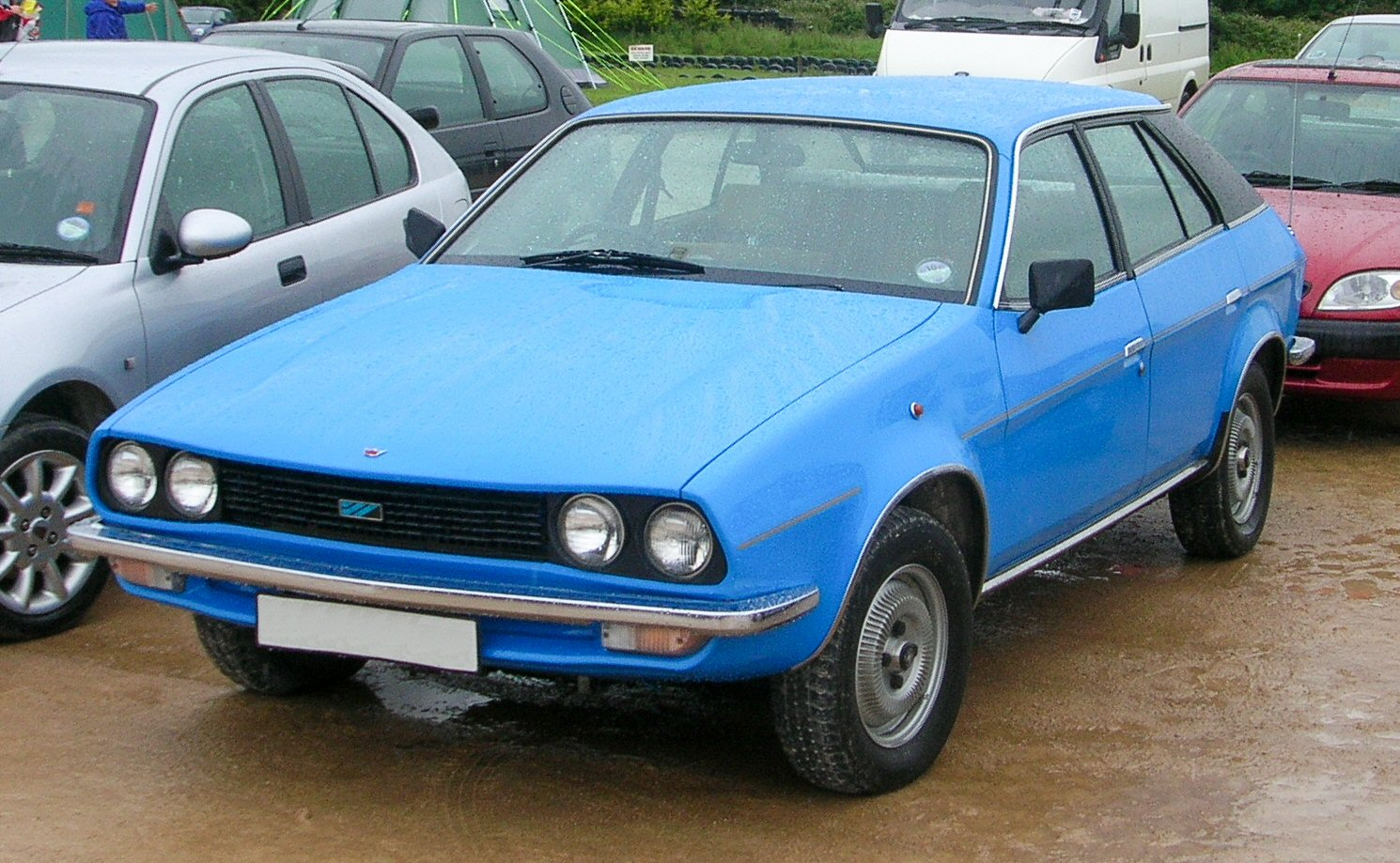
Princess 2

Bis in die 1970er-Jahre hinein war BMC bzw. dessen Nachfolger BLMC in der Mittelklasse mit den von Alec Issigonis konzipierten Frontantriebsmodellen der Baureihe BMC ADO17 vertreten. Diese technisch innovativen, stilistisch aber ungewöhnlichen und als Landcrab (Landkrabbe) verspotteten Autos wurden, dem Konzept des Badge Engineering folgend, unter verschiedenen Konzernmarken als  Austin 1800 bzw. 2200, Morris 1800 bzw. 2200 sowie als Wolseley 18/85 bzw. Six verkauft.
Im März 1975 präsentierte BLMC mit der von Harris Mann gestalteten Fließhecklimousine ADO71 ein Nachfolgemodell des Landcrab. Diese auch als 18-22 Series bezeichnete Baureihe erschien zunächst erneut in unterschiedlichen Versionen als Austin, Morris und Wolseley. Bereits nach sechs Monaten gab BLMC allerdings das Konzept des Badge Engineering vollständig auf. Der mit großem Aufwand dreifach eingeführte 18-22 wurde ab Oktober 1975 nur noch als einheitliches Modell verkauft. Das Fahrzeug war keiner der traditionellen BMC- bzw. BLMC-Marken mehr zugewiesen, sondern wurde zu einem markenunabhängigen Solitär. Für dieses Modell kam es zu einer Wiederbelebung der zehn Jahre zuvor eingestellten Bezeichnung Princess, die nun zu einer eigenständigen Verkaufslinie, nach manchen Quellen auch zu einer eigenständigen Marke wurde. Als Princess bzw. Princess 2 blieb das Auto bis 1981 im Leyland-Programm. Sein technisch und stilistisch ähnlicher Nachfolger wurde ab 1981 unter der Bezeichnung Austin Ambassador verkauft.